# Haworthia mirabilis var. mundula
Haworthia mirabilis var. mundula és una varietat de Haworthia mirabilis del gènere Haworthia de la subfamília de les asfodelòidies.

## Descripció
Haworthia mirabilis var. mundula, és una suculenta sense tija i prolifera lentament formant grups apretats, que pot arribar a fer fins a 45 cm d'alçada. Les fulles són translúcides i, per tant, tenen finestres foliars; el que permet que la llum passi. La part inferior de les fulles triangulars són de color verd fosc i s'enfosqueixen a vermell marronós al sol brillant. Puntiagudes i disposades en un patró circular, les fulles d'aquesta varietat creixeran ben apilades cap amunt. Les flors són blanques.

## Distribució i hàbitat
Aquesta varietat creix a la província sud-africana del Cap Occidental, concretament Mierkraal, al sud-oest de Bredasdorp.

## Taxonomia
Haworthia mirabilis var. mundula va ser descrita per (Poelln.) M.B.Bayer i publicat a Aloe 34: 6, a l'any 1997.
Etimologia
Haworthia: nom en honor del botànic britànic Adrian Hardy Haworth (1767-1833).
mirabilis: epítet llatí que significa "meravellós".
var. mundula: epítet
Sinonímia
- Haworthia mundula G.G.Sm., J. S. African Bot. 12: 8 (1946). (Basiònim/Sinònim substituït)
- Haworthia mirabilis subsp. mundula (G.G.Sm.) M.B.Bayer, Haworthia Handb.: 139 (1976).[7]